# Hôtel de Longueville (Louvre)
L'hôtel de Longueville est un ancien hôtel particulier de Paris situé dans l'actuel 1er arrondissement de Paris, à l'emplacement du palais du Louvre.

## Situation
L'hôtel est bâti entre l'ancienne rue Saint-Thomas-du-Louvre et l'ancienne rue Saint-Nicaise. Comme en témoigne le plan de Turgot de 1739, l'hôtel donnait sur la place du Carrousel de l'époque, elle-même ouverte sur la grille du palais des Tuileries et la cour Royale, au centre du palais.

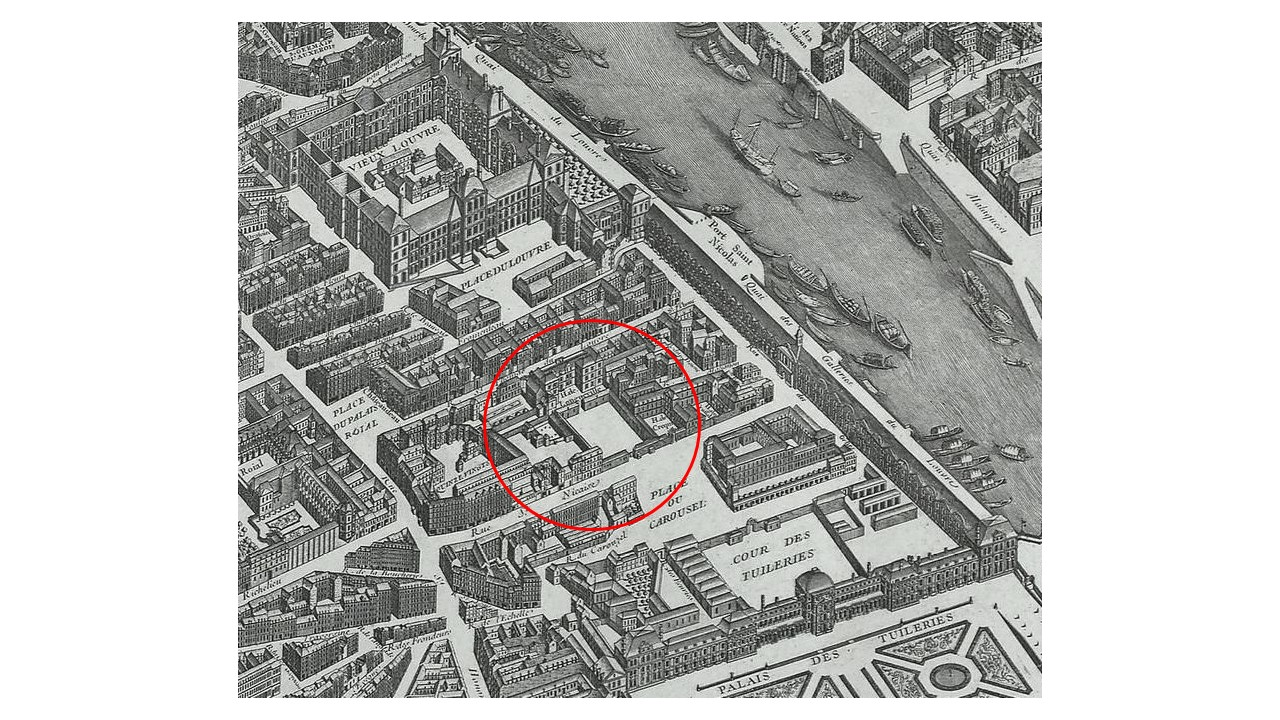
Situation de l'hôtel entre le Louvre et les Tuileries sur le plan de Turgot.

## Histoire

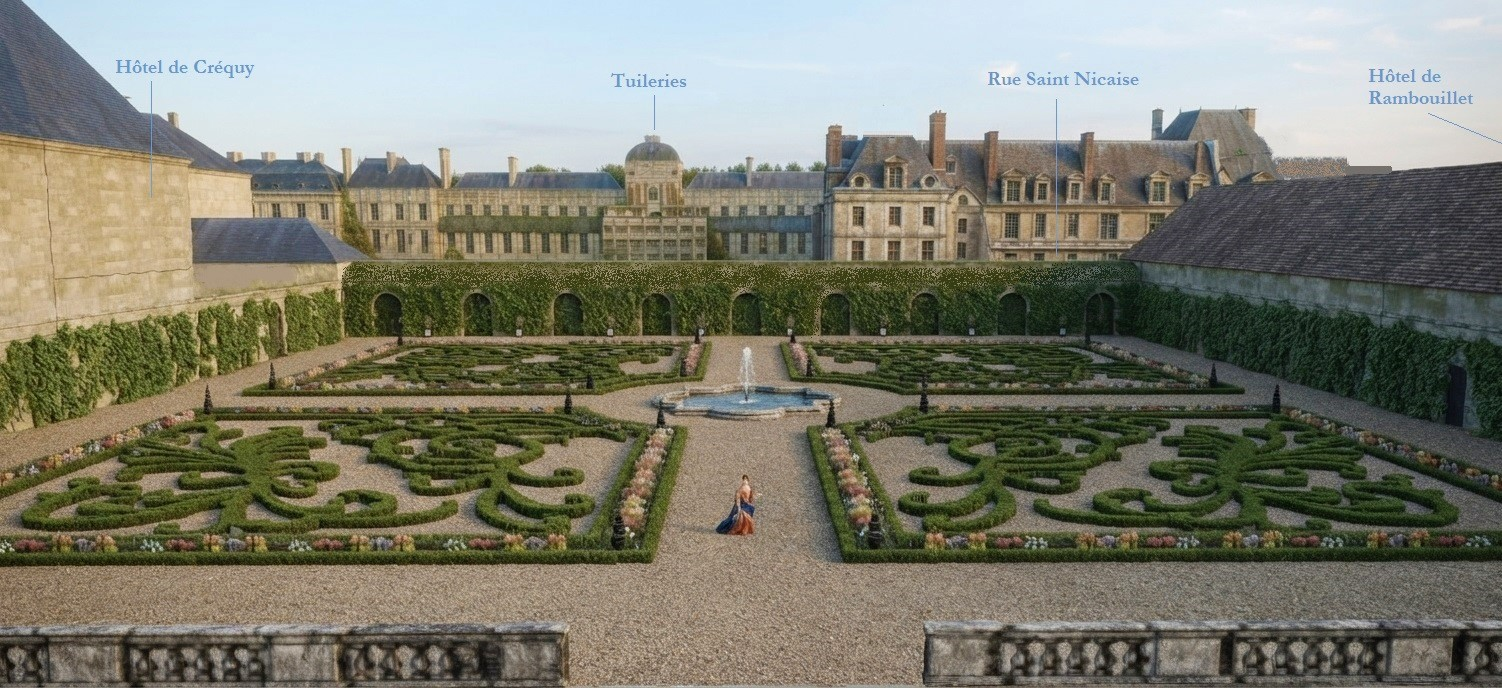
Schéma du jardin et de la vue depuis le premier étage de l'hôtel de Longueville, XVIIe siècle

Construit en 1622 pour le duc de Chevreuse par l'architecte Clément II Métezeau, l'hôtel est cédé en 1663 à la duchesse de Longueville dont il a gardé le nom. En 1670, il passe aux mains du comte de Soissons, avant de retourner en 1710 dans celles du duc de Luynes. Ni le comte de Soissons, ni le duc de Luynes n'occupent l'hôtel. Il est loué en partie par l'archevêque de Reims pour y loger le ménage de sa nièce, duchesse de Créqui, en partie par Élisabeth-Charlotte de Bavière depuis 1702 pour ses gens et ses écuries, ainsi que par le cardinal de Polignac.
Dans les années 1700-1710, un projet de salle d'opéra à l'emplacement de l'hôtel est dessiné par Robert de Cotte, sans être réalisé.
En 1739, ses jardins sont occupés par les Coches de Versailles.
En 1749, il est acheté par les fermiers généraux pour y établir la Ferme du tabac, annexe de la Ferme générale « pour le soin et approvisionnement des manufactures et bureaux du tabac ».
Il devient une salle de bal sous le Directoire, puis écuries impériales sous l'Empire, avant d'être démoli en 1833.
L'hôtel de Longueville est présent sur les plans de Paris du XVIIIe siècle sous les noms d'hôtel de Longueville ou de Ferme du Tabac.